# KMNZ
KMNZ（ケモノズ）は日本のバーチャルガールズユニット。

## 概要
2018年6月にWright Flyer Live EntertainmentとFictyとの共同プロデュースでデビューした。キャラクターデザイン及びロゴデザインはしゅがおが担当している。

2022年11月24日、これまで個別に存在していたLIZとLITAのYouTubeチャンネルが統合され、新しくKMNZ公式チャンネルとなった。

2023年7月25日、REALITY StudiosからRK Music（REALITY Studiosとキングレコードによるバーチャルアーティスト特化の音楽レーベル・プロダクション運営を行う会社）への移籍が発表された。

2023年12月1日、LIZが年内をもってKMNZを卒業、及び「KMNZ LIZ」としてのアーティスト活動を終了することが発表された。またLITAおよびKMNZプロジェクトは2024年初夏を目処に新体制へ移行することも併せて発表された。

2023年12月31日、前述の通りLIZが卒業。

2024年5月19日、TINAとNEROの2名が加入し、新体制で再始動。

2025年1月15日に渋谷Spotify O-EASTにて新体制での3rd ONE-MAN LIVE「KMNCULTURE」を開催。

## メンバー

### LITA（リタ）
イヌの耳と尻尾が生えている。髪の色は黄色で、髪型はストレート。服装は白黒のキャップと白いパーカーに黒いジャケット。生年月日は1月11日、出身地はけもみみのくに、星座は山羊座、身長は158cm。

### LIZ（リズ）
ネコの耳と尻尾が生えている。髪の色は茶色で、髪型はボブカット。服装はピンクのパーカー。生年月日は2月22日、出身地はけもみみのくに、星座は魚座、身長は153cm。2023年12月31日をもってKMNZを卒業し、バーチャルYouTuberとしての活動を終了した。

### TINA（ティナ）
甘やかな歌声とキュートな歌唱であらゆる楽曲を歌いこなす、シベリアンハスキー姉妹の妹。生年月日は11月7日。
一聴すれば病みつきになること間違いなしの、KMNSTREETにやってきた超新星。
自己紹介が苦手。さつまいもとじゃがいもが好き。

### NERO（ネロ）
ソウルフルな歌声とパワフルな歌唱が特徴的な、シベリアンハスキー姉妹の姉。生年月日は8月25日。
けもみみの国の北の方から、KMNSTREETにやってきたばかりの新人アーティスト。
パクチーが苦手。アイスが好き。

## 出演
太字はレギュラー出演。

### テレビ番組
- VIRTUAL BUZZ TALK!（2018年7月6日 - 12月29日、TOKYO MX、MC）[9]
- news zero（2019年1月11日、日本テレビ、ゲスト出演）[10]
- バーチャルさんはみている（2019年、TOKYO MX、第10話次回予告）[11]

### ラジオ番組
- ぶいあーる！～Vtuberの音楽Radio～（2025年4月26日、NHKラジオ第1、第88回ゲスト出演）[12]

### インターネット番組
- VTuberチャリティーライブ（2018年9月19日、REALITY・YouTube、MC）[13]
- ぶいおん!!（2019年、REALITY、アシスタントMC）[14]
- KMNZ BIRTHDAY LIVE（2019年2月22日、REALITY・YouTube）[15]

### ライブ/イベント
2018年
- C3 Anime Festival Asia（12月1日）
- m-flo presents “OTAQUEST LIVE”（12月19日）

2019年
- KMNZ VR LIVE（2月15日）
- ニコニコ超会議2019（4月27日・4月28日）
  - バーチャルさんがいっぱい スペシャルバーチャライブ DAY2

- FAVRIC（9月29日）

2020年
- VTuber Fes Japan @ニコニコネット超会議2020（4月19日 ニコニコ生放送）
- KMNZ in the 日清食品パワステリブート！（12月6日 日清食品 POWER STATION [REBOOT]）

2021年
- VTuber Fes Japan 2021（1月30日・31日 川口総合文化センター・リリア）
- KMNZ 1st ONE-MAN LIVE「REPEZEN KMNSTREET」（12月17日 harevutai）

2022年
- KMNZ 3rd ALBUM LIVE「KMNSTREET LIVE」（10月8日 オンライン）

2023年
- KMNZ 2nd ONE-MAN LIVE「TYPE WILD」（7月29日 harevutai）

2024年
- RK Music Online Live Fes「VOICE SPARK」（5月25日 オンライン/イオンシネマ）
- GOLD DISC（8月17日 ZEROTOKYO）
- MOLH vol.2（9月6日 clubasia）

2025年
- KMNZ 3rd ONE-MAN LIVE「KMNCULTURE」（1月15日 Spotify O-EAST）
- Cybertokyo （1月25日 Spotify O-EAST/東間屋 ）
- Virtual Music Award 2025（1月26日 オンライン）
- DMレンジャーズオフ会in大阪（2月1日 Club Joule）
- MOTTO3rdLIVE "LIGHT"（2月15日 渋谷 WOMB）
- GOLD DISC（4月5日 ZEROTOKYO）
- シュッとしとるヤツ vol.5（4月29日 京都メトロ）
- Re:AcTフェス POLAR OPPOSITE（5月4日 harevutai）
- 真新宿百鬼妖宴 （5月8日  渋谷 WOMB）
- Vの宴2025 in CLUB CITTA（5月24日  CLUB CITTA'）
- NEONAKA vol.4（6月15日  渋谷WOMB）
- KMNZ 4th ONE-MAN LIVE 「AREA111」（6月25日 CLUB CITTA'）

## ディスコグラフィ

### シングル
| タイトル                           | 配信日         | 規格     | 制作                                          |
| ---------------------------------- | -------------- | -------- | --------------------------------------------- |
| VR - Virtual Reality               | 2018年8月7日   | 音楽配信 | 作詞 - KMNCREW / 作曲 - Ujico*/Snail's House  |
| CHERRY PICK (feat. レオタードブタ) | 2018年9月7日   | 音楽配信 |                                               |
| Augmentation(feat. Moe Shop)       | 2019年4月8日   | 音楽配信 | 作詞 - KMNCREW（NINO&LITA） / 作曲 - Moe Shop |
| Glory Days / KMNZ&Neko Hacker      | 2021年8月27日  | 音楽配信 |                                               |
| KMNSKOOL / KMNZ&YACA IN DA HOUSE   | 2021年12月17日 | 音楽配信 |                                               |
| sTarZ (Remix)                      | 2022年6月23日  | 音楽配信 |                                               |
| STAR-LIGHT                         | 2023年7月29日  | 音楽配信 |                                               |
| OUR DAYS                           | 2023年9月15日  | 音楽配信 |                                               |
| REVERSE                            | 2024年6月3日   | 音楽配信 |                                               |
| NOISY NIGHT                        | 2024年11月11日 | 音楽配信 |                                               |
| DROPS                              | 2025年3月19日  | CD       |                                               |
| WAVE                               | 2025年6月27日  | CD       |                                               |